# 带蛇形螺
带蛇形螺（学名：Colubraria compta），是新腹足目布纹螺科布纹螺属的一种。本物種見於中国大陆的南沙群岛海域，常栖息在潮下带。